# Jahnův–Tellerův efekt
V roce 1937 Hermann Arthur Jahn a Edward Teller dokázali, že každý nelineární molekulární systém v degenerovaném elektronovém stavu bude nestabilní, a proto se nějakým způsobem zdeformuje, aby došlo k opětovnému rozdělení energeticky rovnocenných orbitalů, které vznikly degenerací.

## Důvody deformace
Uvažuje se ion Cu2+ v oktaedrickém komplexu, orbitaly d jsou obsazeny devíti elektrony. Dále se předpokládá, že je z orbitalů eg orbital dx2-y2 obsazen dvěma elektrony, zatímco v orbitalu dz2 je pouze jeden elektron. Při použití teorie krystalového pole je zřejmé, že 2 elektrony ležící na osách x a y budou ligandy odpuzovány více než jediný elektron na ose z. Elektrony z orbitalu dx2-y2 se proto více přiblíží jádru centrálního atomu a energetická hladina tohoto orbitalu se zvýší. V rámci zachování energetického těžiště se energetická hladina druhého orbitalu eg musí o stejnou hodnotu snížit. Důsledkem rozštěpení orbitalů eg je pak rozdílná délka vazeb centrálního se čtyřmi ligandy ležícími v osách x a y a zbývajícími dvěma na ose z. V extrémním případě může dojít k takovému oddálení ligandů na ose z, že dojde k jejich úplnému odštěpení, vzniklý komplex má pak geometrii čtverce. Orbital dz2 se pak může v některých případech ocitnout na nižší energetické hladině, než na které se nachází nejméně výhodný orbital t2g.

## Důsledky Jahnova–Tellerova efektu

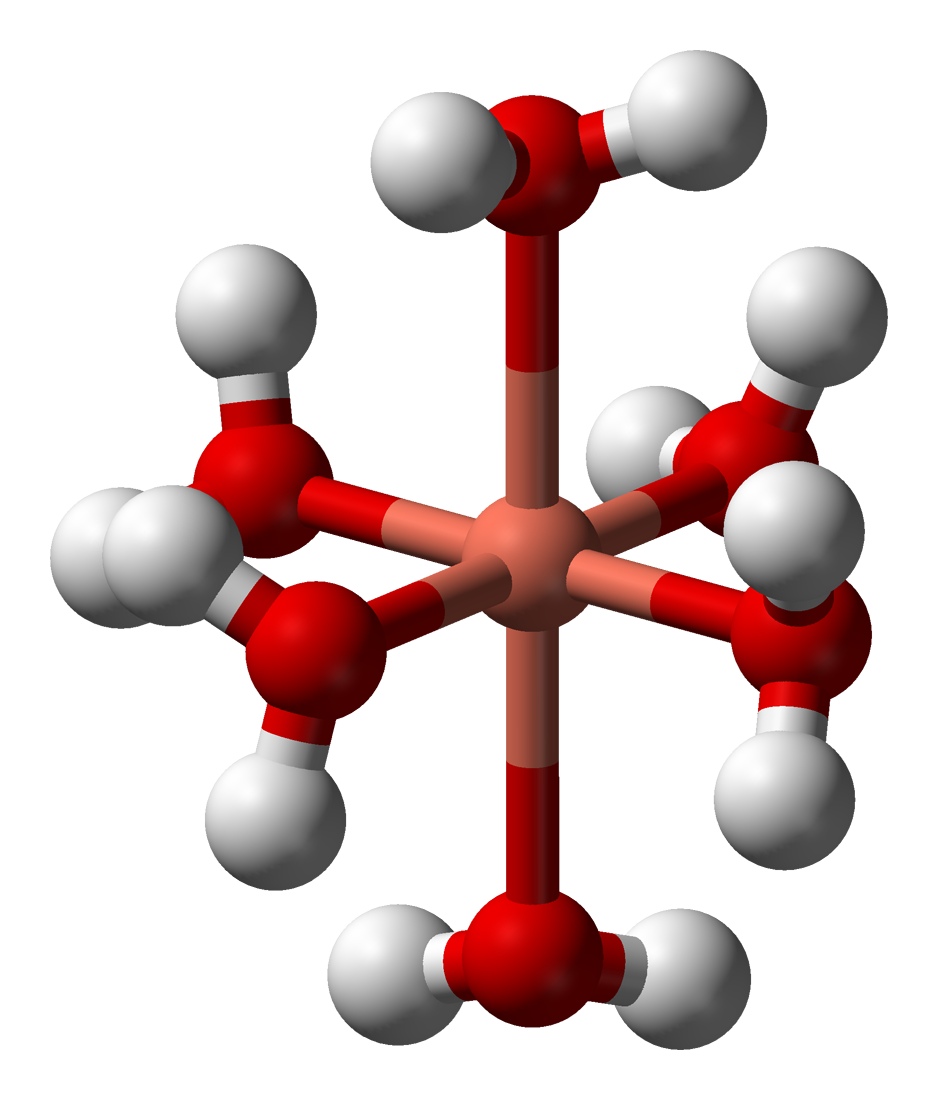
Jahnův–Tellerův efekt způsobuje deformaci oktaedru v komplexním iontu [Cu(H_{2}O)_{6}]^{2+}. Axiální vazby Cu-O mají délku 238 pm, zatímco ekvatoriální pouze 195 pm

Vlivem přiblížení některých ligandů k centrálnímu atomu dojde i k rozštěpení orbitalů t2g. Pro výše uvedený případ deformace vedoucí v konečném důsledku ke čtverci platí, že se nejnevýhodnějším orbitalem t2g stane orbital dxy, protože leží právě mezi osami, kde dojde k přiblížení ligandů a tedy i k většímu odpuzování. Aby bylo zachováno celkové energetické těžiště, musí dva zbývající orbitaly t2g energeticky poklesnout o polovinu hodnoty, o kterou stoupla hladina orbitalu dxy. Jak už bylo výše zmíněno, tak se v některých čtvercových komplexech může stát, že energetická hladina orbitalu dxy vystoupí nad úroveň orbitalu dz2.
Deformací vlivem Jahnova–Tellerova efeku dojde ke stabilizaci iontů o konfiguracích t 3
2g eg (například Cr2+ nebo Mn3+ ve vysokospinových komplexech), t 6
2g eg (například Co2+ nebo Ni3+ v nízkospinových komplexech) a t 6
2g e 3
g  (například Cu2+). Důvodem je pokles hladin plně obsazených orbitalů a naopak vzestup těch, které nesou nepárové elektrony. Celková energie elektronů se sníží o hodnotu uvolněné stabilizační energie.